# Marco Antonio Bassetti

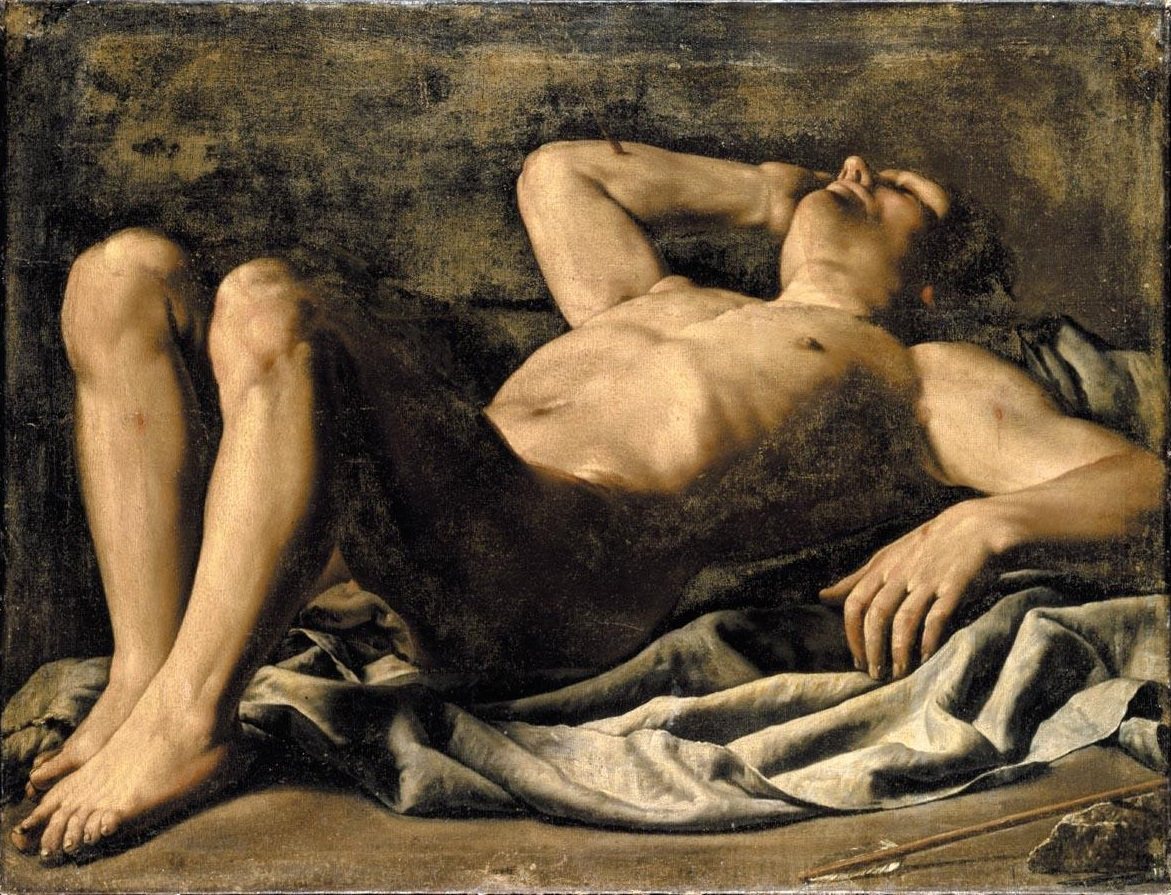
Marco Antonio Bassetti, Sfântul Sebastian, 1620

Marco Antonio Bassetti (n. 17 ianuarie 1586, Verona, Italia – d. 1630, Verona, Italia) a fost un pictor italian.

## Viața
S-a născut la Verona și a fost elevul lui Felice Ricci⁠(d). A plecat apoi la Veneția unde a fost influențat în mod deosebit de lucrările lui Tintoretto, Veronese și Jacopo Bassano⁠(d). Se știe că a fost la Roma în 1616 și este posibil să fi ajuns acolo cu doi ani mai devreme. La Roma a intrat sub influența picturilor lui Caravaggio și Orazio Borgianni⁠(d).
La întoarcerea sa la Verona a pictat un tablou Sf. Petru și sfinții pentru biserica San Tomaso și unul numit Încoronare a Fecioarei pentru Sfânta Anastasia. A murit de ciumă la Verona în 1630. Printre elevii săi au fost Fra Semplice⁠(d) și Paolo Massimo.
Lucrarea Hristos mort susținut de Fecioara Maria și Maria Magdalena (c. 1616), pictat pe ardezie, se află în colecția Muzeului Fitzwilliam, Cambridge.